# RER NG
Die RER NG oder RER Nouvelle Génération (deutsch RER der neuen Generation) sind elektrische Doppelstocktriebzüge für den Réseau express régional d’Île-de-France (RER). Ein Konsortium, bestehend aus Alstom und Bombardier, wurde 2017 mit der Lieferung von maximal 130 Sechswagenzügen für die Linie RER E (Z 58000) und 125 Siebenwagenzügen für die Linie RER D (Z 58500) beauftragt. Nach der Übernahme von Bombardier ist Alstom der alleinige Hersteller und bezeichnet die Züge als Alstom X’Trapolis Cityduplex. 

## Geschichte
Gemeinsam mit dem Abschluss des Rahmenvertrags im Jahr 2017 wurden 56 Sechswagen- und 15 Siebenwagenzüge fix bestellt.
Im Juni 2020 wurden die Testfahrten aufgenommen.  Mitte 2023 wurden  die ersten Züge auf der Einsatzstrecke in Paris getestet und am 14. November 2023 mit 14 Sechsteilern der Fahrgastbetrieb auf der Linie RER E aufgenommen. Auf dem RER D gingen die Z58500 im Dezember 2024 in Betrieb.
Parallel zur Inbetriebnahme wurden weitere Züge bestellt: 2023 wurden 60 Züge im Wert von etwa einer Milliarde Euro abgerufen und 2024 in einem dritten Auftrag 35 Züge für die Verlängerung des RER E nach Mantes-la-Jolie. Insgesamt waren nun 128 Sechswagen- und 38 Siebenwagenzüge bestellt. Im April 2025 rief IDFM 96 Züge für den RER D im Wert von 1,7 bis 2,1 Milliarden Euro ab.

## Technik
Die Züge bestehen aus 20 Meter langen einstöckigen Endwagen und vier bis fünf 18 Meter langen Doppelstockwagen. Die Endwagen und die beiden anschließenden Mittelwagen sind an allen vier Achsen angetrieben, die übrigen Mittelwagen sind antriebslos. Jeder Wagen verfügt für den Fahrgastwechsel über zwei Doppelschiebetüren pro Seite. Sie sind in der Regel 1,95 Meter weit, eine Tür in jedem Endwagen ist jedoch nur 1,3 Meter weit. Die Züge erhalten das CBTC-Signalsystem NExTEO, mit dem extrem dichte Zugfolgen von bis zu 32 Zügen pro Stunde erreicht werden sollen. Es kann mit Automatisierungsgrad 2 gefahren werden.
Die RER NG sind mit breiten Wagenübergängen durchgängig begehbar. Durch eine angepasste Innenraumgestaltung wurden die Züge für Reisende mit unterschiedlichen Reisezeiten konzipiert. Für kurze Fahrten, die weniger als fünf Minuten dauern, sind Stehplätze im einstöckigen Bereich an den Türen vorgesehen. Für Fahrzeiten unter 20 Minuten gibt es im Unterdeck der Mittelwagen eine Mischung aus Steh- und Sitzplätzen. Im Oberdeck ist eine dichte 2+3-Bestuhlung für längere Fahrten eingebaut.
Die Endmontage findet im Alstom-Werk Valenciennes Petite-Forêt und im ehemaligen Bombardier-Werk in Crespin statt. Die Wagenkästen werden im Alstom-Werk in Česká Lípa in Tschechien produziert.

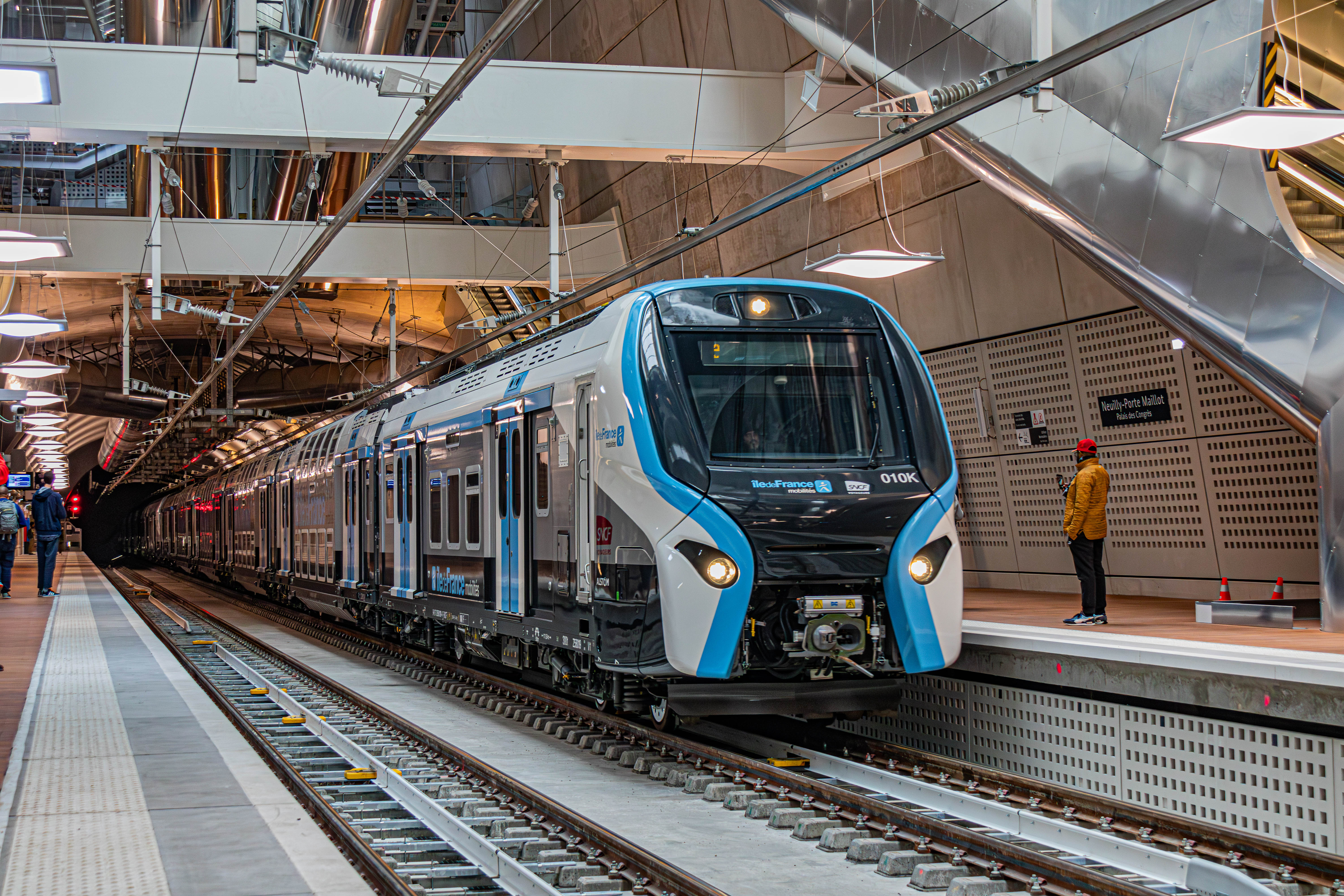
RER NG an der Porte Maillot
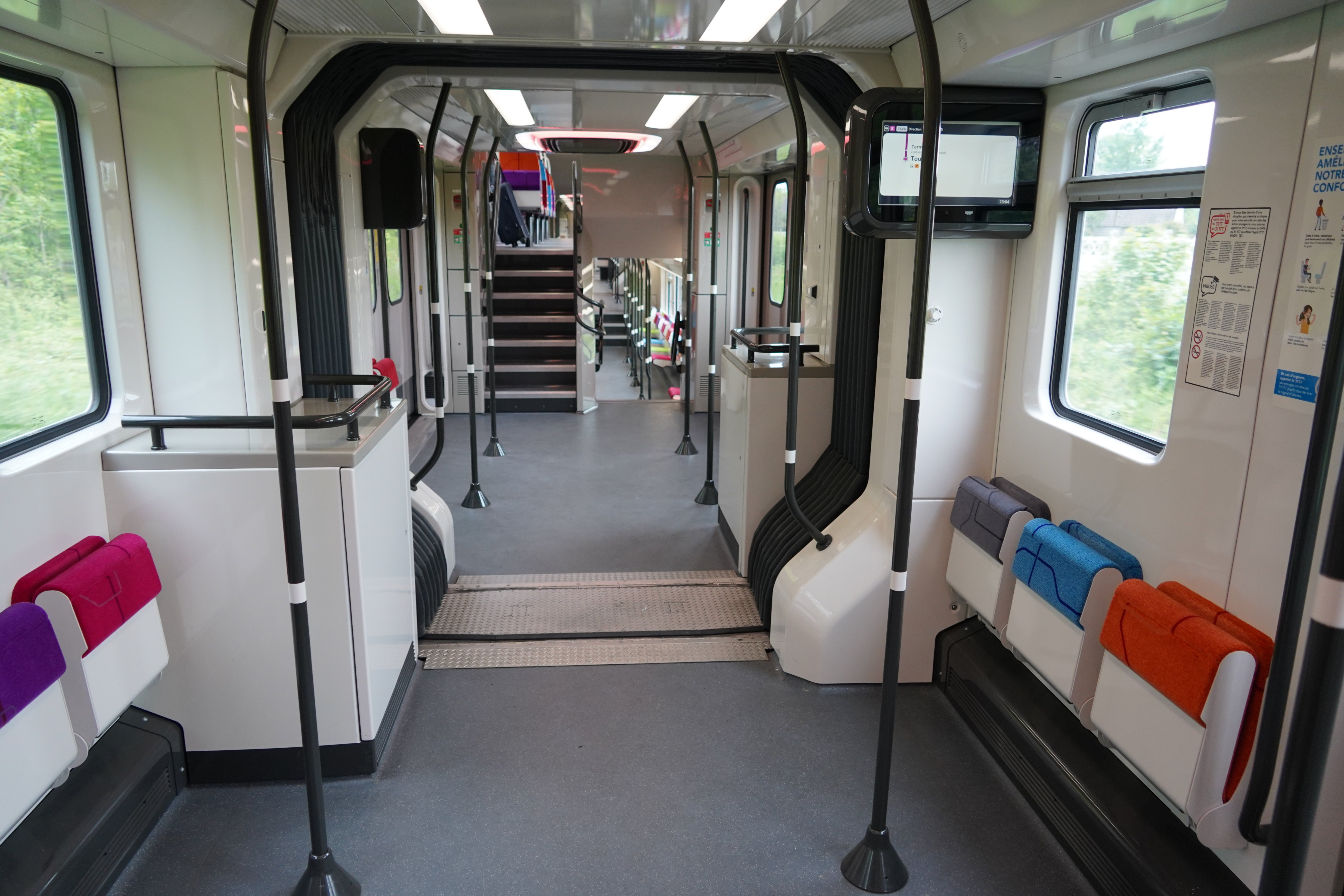
Fahrgastübergang
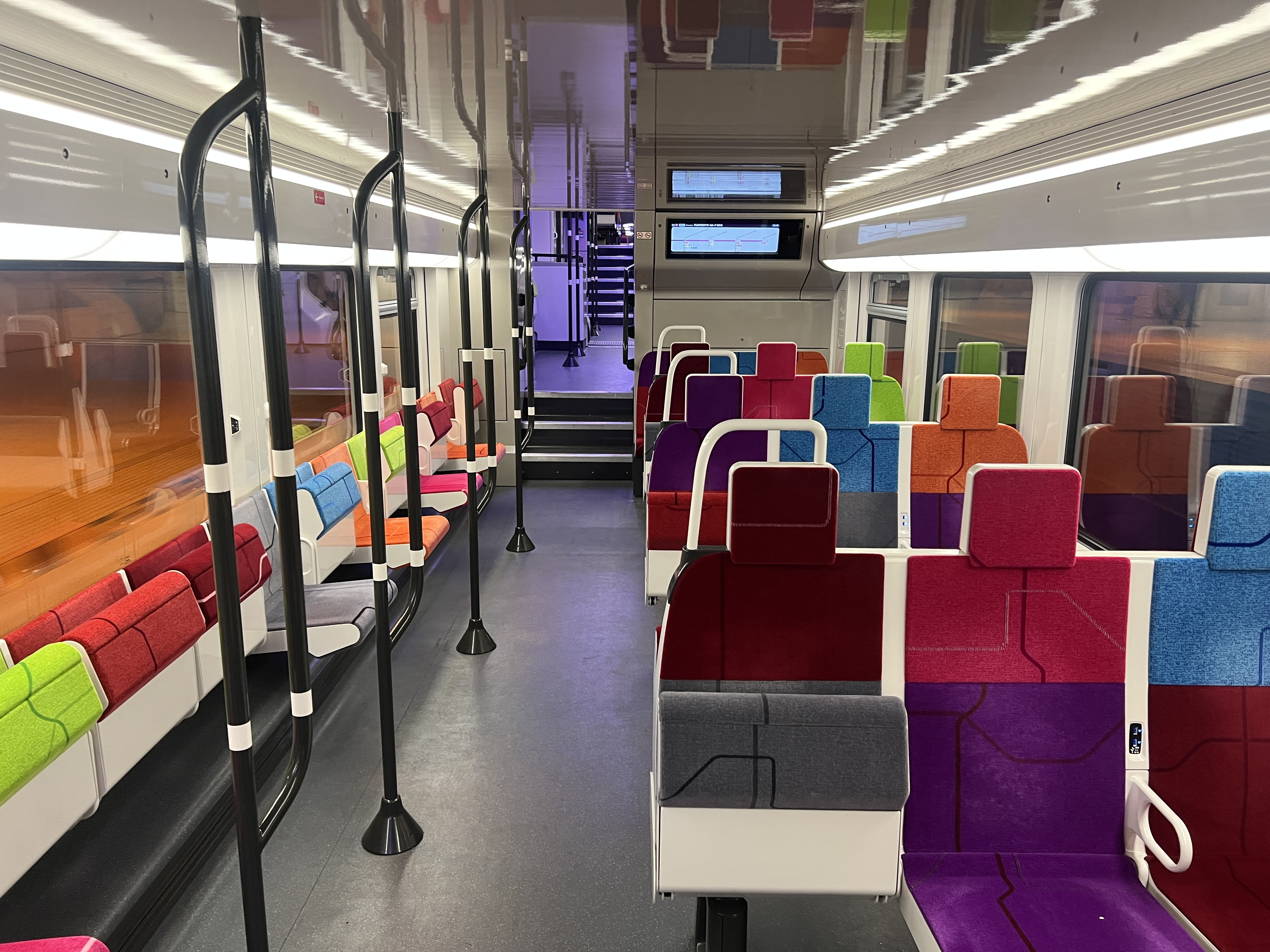
Innenraum im Untergeschoss
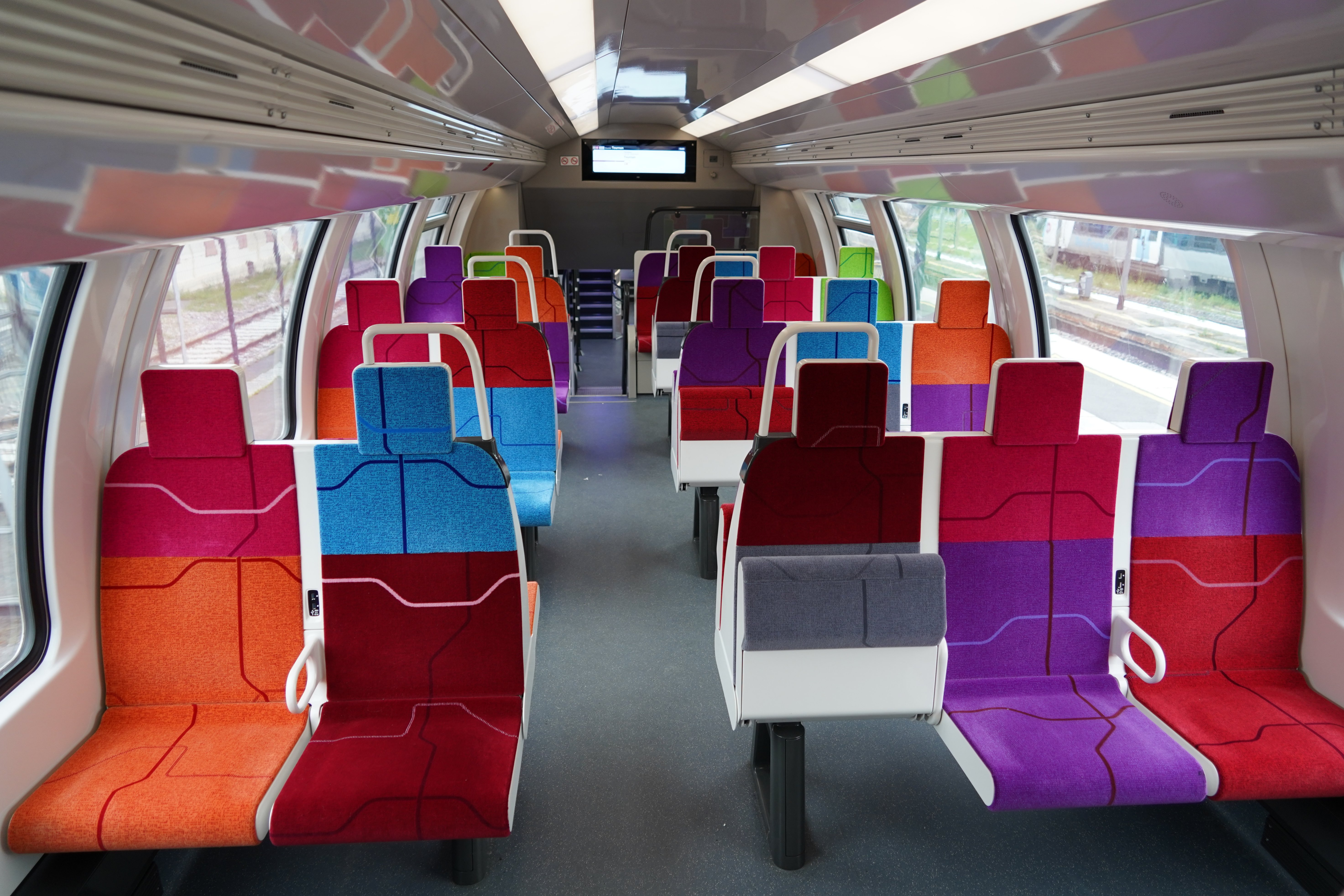
Innenraum im Obergeschoss

## Einsatz
Die RER NG können in Doppeltraktion eingesetzt werden. Die kürzeren Z 58000 sind für die Westverlängerung des RER E nach La Défense und als Ersatz für die Z 22500 Eole vorgesehen. Die längeren Z 58500 kommen auf dem RER D zum Einsatz, wo sie die Z2N ersetzen.